# Censo de los Estados Unidos de 2020
El vigesimocuarto censo de los Estados Unidos es el censo actualizado del país que tomó parte en el 2020, evaluando que la población a 1 de abril de 2020 era de 331 449 281 personas y había crecido un 7.4 % respecto a 2010. Aparte del piloto realizado durante el año 2000, este fue el primer censo de EE. UU. que ofreció la opción de responder virtualmente o por teléfono, además de la opción de responder en papel.
Como es requerido por la Constitución de los Estados Unidos, el Censo de EE. UU. se realiza cada 10 años desde 1790. El censo de 2010 fue el último censo realizado previamente. Todas las personas de EE. UU. de más de 18 años están legalmente obligadas a responder a las preguntas del censo y de hacerlo de manera honesta. La información personal es completamente privada y la misma Oficina del Censo nunca la ofrecerá públicamente. Sin embargo, la Administración de los Archivos Nacionales y Documentos (NARA) puede relevar la información original del censo en el año 2092 si la regla de los 72 años no se cambia antes.
Las cifras del censo toman en consideración la población residente en los 50 estados más la capital Washington D. C., excluyendo las llamadas áreas insulares (territorios de ultramar).

## Propósito del censo

Proporción de blancos estadounidenses en cada condado de los cincuenta estados, el Distrito de Columbia y Puerto Rico según el Censo de los Estados Unidos de 2020.

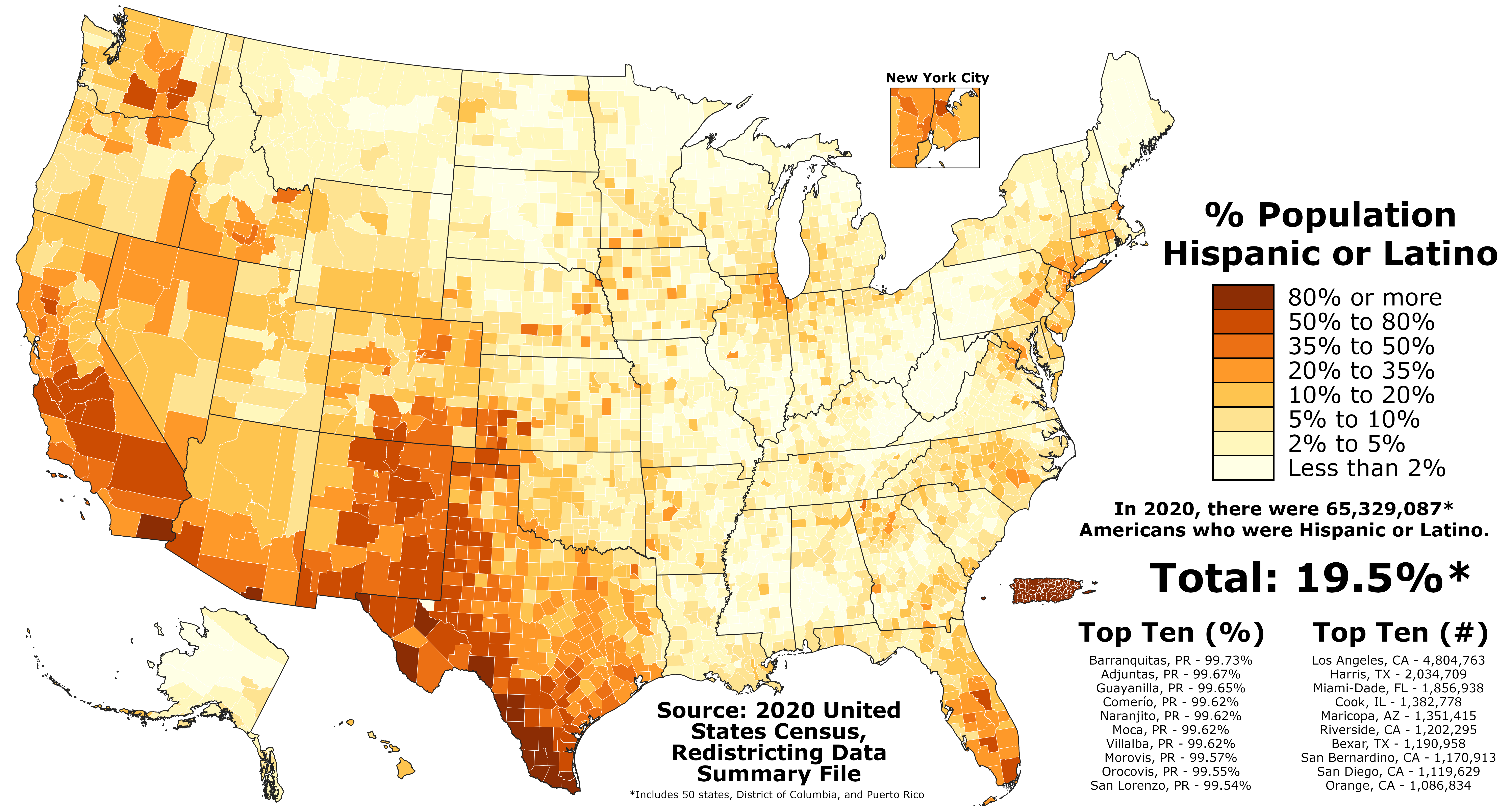
Proporción de hispanos y latinoamericanos en cada condado de los cincuenta estados, el Distrito de Columbia y Puerto Rico según el Censo de los Estados Unidos de 2020.

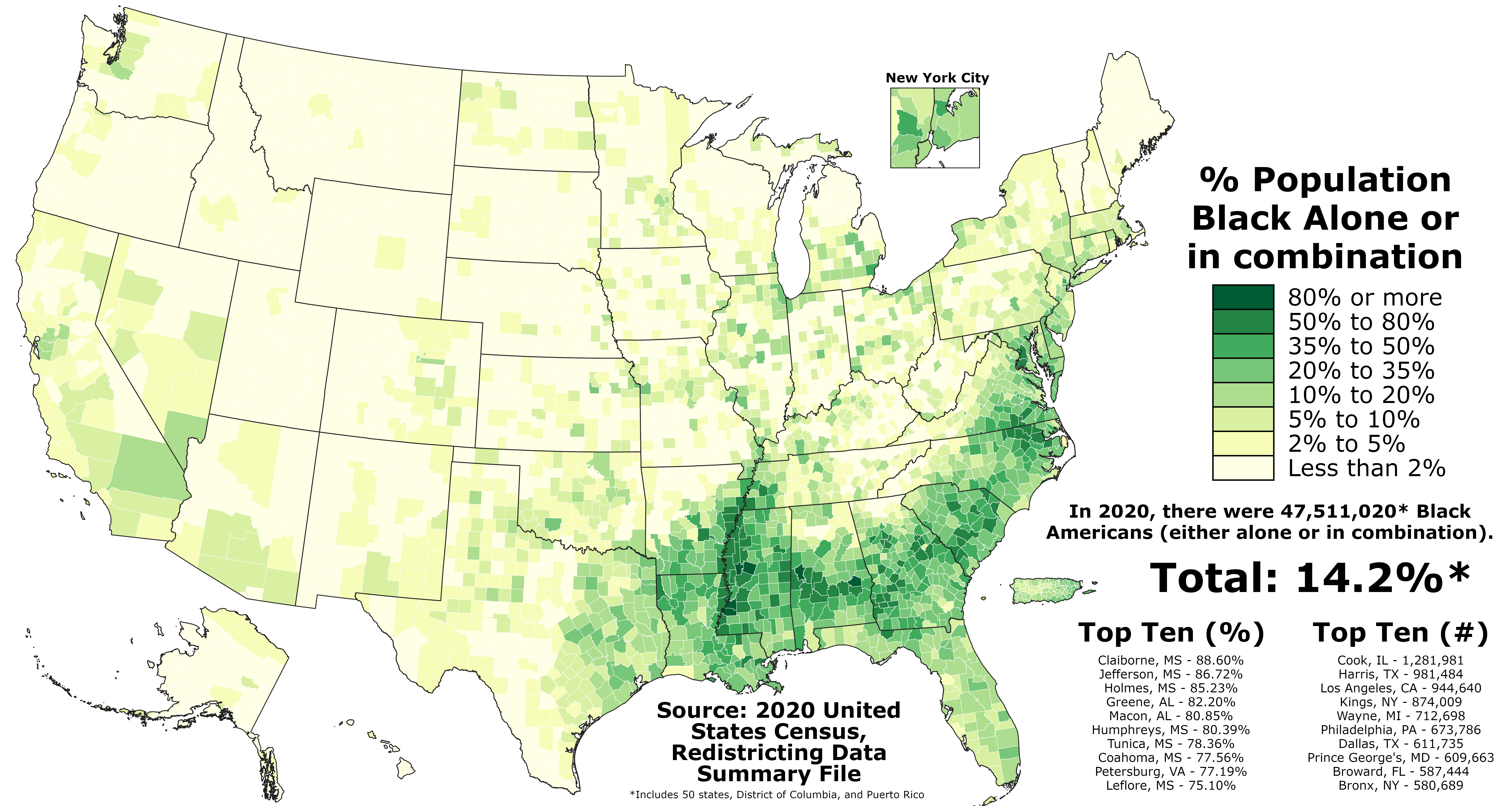
Proporción de afroestadounidenses en cada condado de los cincuenta estados, el Distrito de Columbia y Puerto Rico según el Censo de los Estados Unidos de 2020.

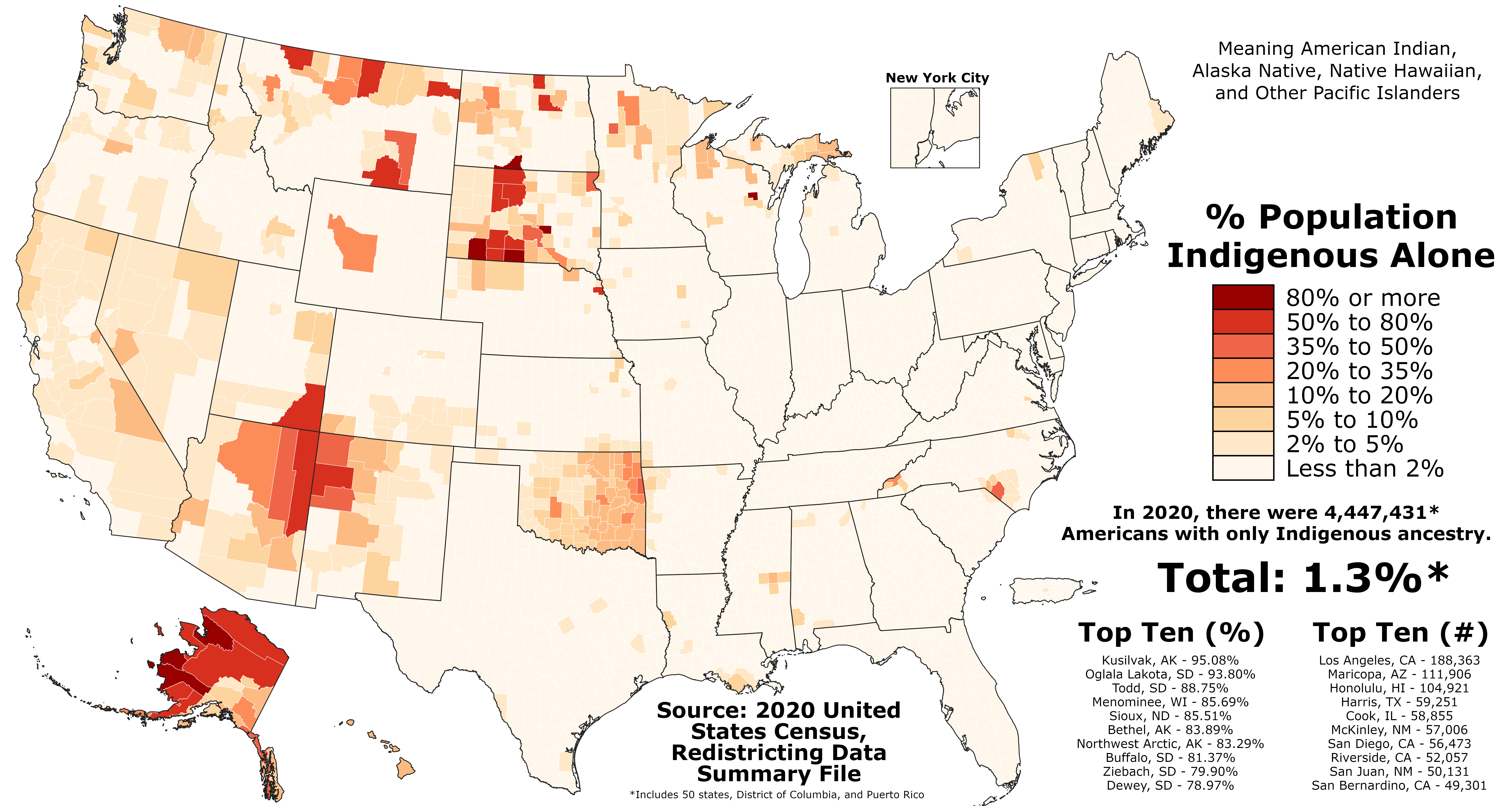
Proporción de indígenas estadounidenses en cada condado de los cincuenta estados, el Distrito de Columbia y Puerto Rico según el Censo de los Estados Unidos de 2020.

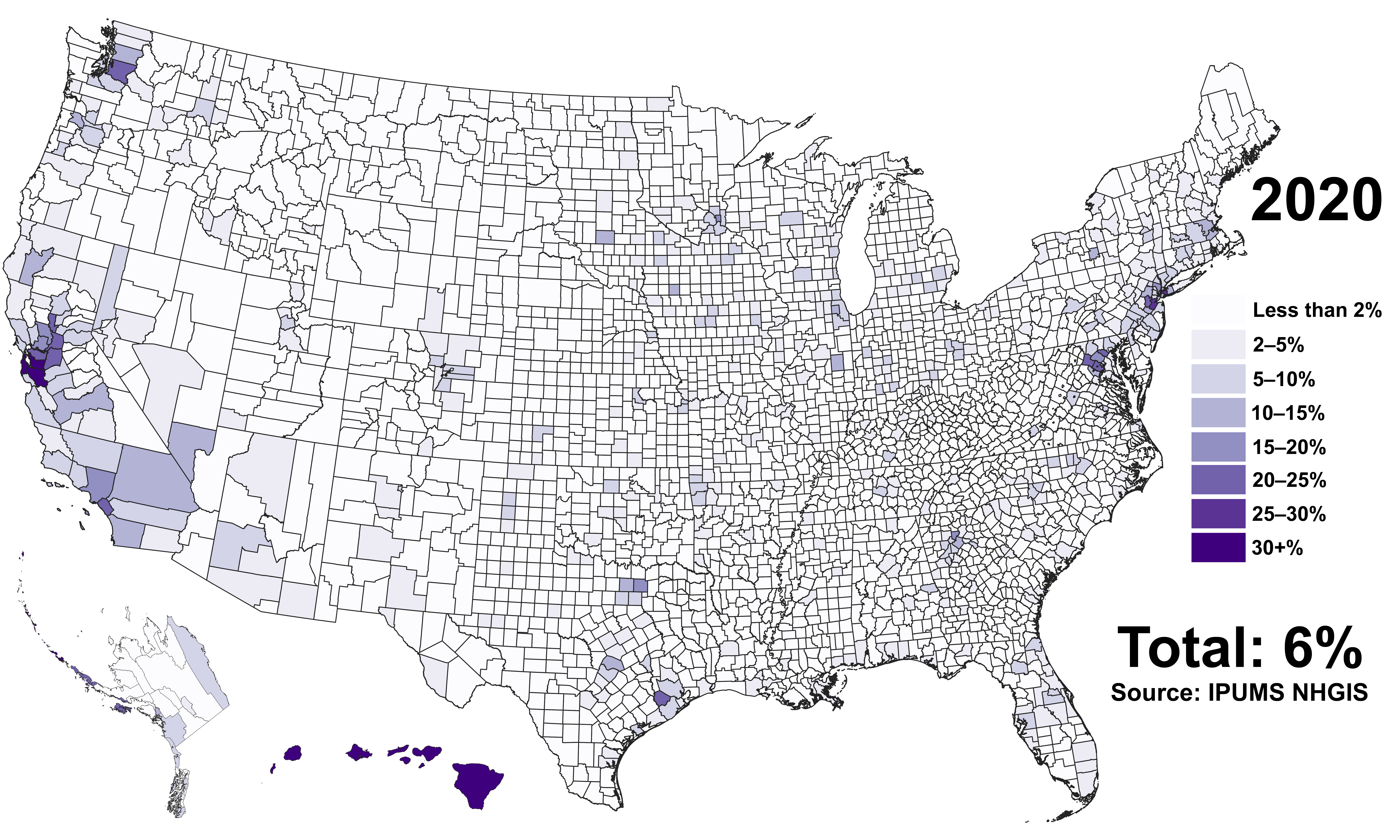
Proporción de asiáticos estadounidenses en cada condado de los cincuenta estados, el Distrito de Columbia y Puerto Rico según el Censo de los Estados Unidos de 2020.

### Representación
Los resultados del censo de 2020 determinan el número de escaños de cada estado en la Cámara de Representantes para las elecciones que se celebren de 2022 a 2030, así como el número de delegados para cada estado en el Colegio Electoral para las presidenciales de 2024 y 2028.
Los siguientes estados sufrieron variaciones en el número de escaños asignados en la Cámara de Representantes:
- Texas obtuvo dos escaños sobre los que tenía;
- cinco estados obtuvieron un escaño sobre los que tenían: Colorado, Carolina del Norte, Florida, Montana y Oregón;
- siete estados perdieron un representante: California, Illinois, Míchigan, Nueva York, Ohio, Pensilvania y Virginia Occidental.

### Redistribución de distritos
Administraciones estatales y locales utilizan el conteo del censo para la remarcación de distritos, como los distritos electorales o escolares.

## Población por estados
A continuación se detalla la población de cada estado junto a su incremento o disminución desde el censo de 2010:
| Puesto | Estado              | Población en 2020 | Población en 2010 | Variación  |               | Variación porcentual |               |
| ------ | ------------------- | ----------------- | ----------------- | ---------- | ------------- | -------------------- | ------------- |
| 1      | California          | 39 538 223        | 37 253 956        | 2 284 267  | Crecimiento   | 6.1 %                | Crecimiento   |
| 2      | Texas               | 29 145 505        | 25 145 561        | 3 999 944  | Crecimiento   | 15.9 %               | Crecimiento   |
| 3      | Florida             | 21 538 187        | 18 801 310        | 2 736 877  | Crecimiento   | 14.6 %               | Crecimiento   |
| 4      | Nueva York          | 20 201 249        | 19 378 102        | 823 147    | Crecimiento   | 4.2 %                | Crecimiento   |
| 5      | Pensilvania         | 13 002 700        | 12 702 379        | 300 321    | Crecimiento   | 2.4 %                | Crecimiento   |
| 6      | Illinois            | 12 812 508        | 12 830 632        | –18 124    | Decrecimiento | –0.1 %               | Decrecimiento |
| 7      | Ohio                | 11 799 448        | 11 536 504        | 262 944    | Crecimiento   | 2.3 %                | Crecimiento   |
| 8      | Georgia             | 10 711 908        | 9 687 653         | 1 024 255  | Crecimiento   | 10.6 %               | Crecimiento   |
| 9      | Carolina del Norte  | 10 439 388        | 9 535 483         | 903 905    | Crecimiento   | 9.5 %                | Crecimiento   |
| 10     | Míchigan            | 10 077 331        | 9 883 640         | 193 691    | Crecimiento   | 2.0 %                | Crecimiento   |
| 11     | Nueva Jersey        | 9 288 994         | 8 791 894         | 497 100    | Crecimiento   | 5.7 %                | Crecimiento   |
| 12     | Virginia            | 8 631 393         | 8 001 024         | 630 369    | Crecimiento   | 7.9 %                | Crecimiento   |
| 13     | Washington          | 7 705 281         | 6 724 540         | 980 741    | Crecimiento   | 14.6 %               | Crecimiento   |
| 14     | Arizona             | 7 151 502         | 6 392 017         | 759 485    | Crecimiento   | 11.9 %               | Crecimiento   |
| 15     | Massachusetts       | 7 029 917         | 6 547 629         | 482 288    | Crecimiento   | 7.4 %                | Crecimiento   |
| 16     | Tennessee           | 6 910 840         | 6 346 105         | 564 735    | Crecimiento   | 8.9 %                | Crecimiento   |
| 17     | Indiana             | 6 785 528         | 6 483 802         | 301 726    | Crecimiento   | 4.7 %                | Crecimiento   |
| 18     | Maryland            | 6 177 224         | 5 773 552         | 403 672    | Crecimiento   | 7.0 %                | Crecimiento   |
| 19     | Misuri              | 6 154 913         | 5 988 927         | 165 986    | Crecimiento   | 2.8 %                | Crecimiento   |
| 20     | Wisconsin           | 5 893 718         | 5 686 986         | 206 732    | Crecimiento   | 3.6 %                | Crecimiento   |
| 21     | Colorado            | 5 773 714         | 5 029 196         | 744 518    | Crecimiento   | 14.8 %               | Crecimiento   |
| 22     | Minnesota           | 5 706 494         | 5 303 925         | 402 569    | Crecimiento   | 7.6 %                | Crecimiento   |
| 23     | Carolina del Sur    | 5 118 425         | 4 625 364         | 493 061    | Crecimiento   | 10.7 %               | Crecimiento   |
| 24     | Alabama             | 5 024 279         | 4 779 736         | 244 543    | Crecimiento   | 5.1 %                | Crecimiento   |
| 25     | Luisiana            | 4 657 757         | 4 533 372         | 124 385    | Crecimiento   | 2.7 %                | Crecimiento   |
| 26     | Kentucky            | 4 505 836         | 4 339 367         | 166 469    | Crecimiento   | 3.8 %                | Crecimiento   |
| 27     | Oregón              | 4 237 256         | 3 831 074         | 406 182    | Crecimiento   | 10.6 %               | Crecimiento   |
| 28     | Oklahoma            | 3 959 353         | 3 751 351         | 208 002    | Crecimiento   | 5.5 %                | Crecimiento   |
| 29     | Connecticut         | 3 605 944         | 3 574 097         | 31 847     | Crecimiento   | 0.9 %                | Crecimiento   |
| 30     | Utah                | 3 271 616         | 2 763 885         | 507 731    | Crecimiento   | 18.4 %               | Crecimiento   |
| 31     | Iowa                | 3 190 369         | 3 046 355         | 144 014    | Crecimiento   | 4.7 %                | Crecimiento   |
| 32     | Nevada              | 3 104 614         | 2 700 551         | 404 063    | Crecimiento   | 15.0 %               | Crecimiento   |
| 33     | Arkansas            | 3 011 524         | 2 915 918         | 95 606     | Crecimiento   | 3.3 %                | Crecimiento   |
| 34     | Misisipi            | 2 961 279         | 2 967 297         | –6018      | Decrecimiento | –0.2 %               | Decrecimiento |
| 35     | Kansas              | 2 937 880         | 2 853 118         | 84 762     | Crecimiento   | 3.0 %                | Crecimiento   |
| 36     | Nuevo México        | 2 117 522         | 2 059 179         | 58 343     | Crecimiento   | 2.8 %                | Crecimiento   |
| 37     | Nebraska            | 1 961 504         | 1 826 341         | 135 163    | Crecimiento   | 7.4 %                | Crecimiento   |
| 38     | Idaho               | 1 839 106         | 1 567 582         | 271 524    | Crecimiento   | 17.3 %               | Crecimiento   |
| 39     | Virginia Occidental | 1 793 716         | 1 852 994         | –59 278    | Decrecimiento | –3.2 %               | Decrecimiento |
| 40     | Hawái               | 1 455 271         | 1 360 301         | 94 970     | Crecimiento   | 7.0 %                | Crecimiento   |
| 41     | Nuevo Hampshire     | 1 377 529         | 1 316 470         | 61 059     | Crecimiento   | 4.6 %                | Crecimiento   |
| 42     | Maine               | 1 362 359         | 1 328 361         | 33 998     | Crecimiento   | 2.6 %                | Crecimiento   |
| 43     | Rhode Island        | 1 097 379         | 1 052 567         | 44 812     | Crecimiento   | 4.3 %                | Crecimiento   |
| 44     | Montana             | 1 084 225         | 989 415           | 94 810     | Crecimiento   | 9.6 %                | Crecimiento   |
| 45     | Delaware            | 989 948           | 897 934           | 92 014     | Crecimiento   | 10.2 %               | Crecimiento   |
| 46     | Dakota del Sur      | 886 667           | 814 180           | 72 487     | Crecimiento   | 8.9 %                | Crecimiento   |
| 47     | Dakota del Norte    | 779 094           | 672 591           | 106 503    | Crecimiento   | 15.8 %               | Crecimiento   |
| 48     | Alaska              | 733 391           | 710 231           | 23 160     | Crecimiento   | 3.3 %                | Crecimiento   |
| —      | Washington D. C.    | 689 545           | 601 723           | 87 822     | Crecimiento   | 14.6 %               | Crecimiento   |
| 49     | Vermont             | 643 077           | 625 741           | 17 336     | Crecimiento   | 2.8 %                | Crecimiento   |
| 50     | Wyoming             | 576 851           | 563 626           | 13 225     | Crecimiento   | 2.3 %                | Crecimiento   |
|        | Estados Unidos      | 331 449 281       | 308 745 538       | 22 703 743 | Crecimiento   | 7.4 %                | Crecimiento   |

La Oficina del Censo recoge por separado la población residente en Puerto Rico, que alcanzó los 3 285 874 habitantes. Si se suma a la población del país esta llega a los 334 735 155 habitantes.